# Clinton Avery
Clinton Robert Avery (* 3. Dezember 1987 in Rotorua) ist ein ehemaliger neuseeländischer Radrennfahrer.

## Sportliche Laufbahn
Clinton Avery wurde 2005 neuseeländischer Zeitfahrmeister in der Juniorenklasse. Bei der Ozeanienmeisterschaft konnte er das Straßenrennen der U23-Klasse für sich entscheiden. Im Jahr darauf wurde er auch in der U23-Klasse nationaler Zeitfahrmeister. Außerdem gewann er eine Etappe bei der Tour of Southland und die Lake Taupo Cycle Challenge. In der Endwertung der UCI Oceania Tour 2006 belegte Avery den dritten Platz. 2007 gewann er auf dem Mountainbike die neuseeländische Cross-Country-Meisterschaft. 2009 belegte er bei der U23-Ausgabe von Paris–Roubaix Rang sieben.
Im März 2010 gewann Avery den De Vlaamse Pijl. Ab August des Jahres fuhr er als Stagiaire für das Team RadioShack, bei dem er nur bis Ende des Jahres blieb. 2011 entschied er eine Etappe von Kreiz Breizh Elites für sich. 2012 und 2013 startete er für das chinesische Champion System Pro Cycling Team. Ende 2013 beendete er seine Radsportlaufbahn.

## Erfolge
2005
- Neuseeländischer Meister – Einzelzeitfahren (Junioren)
- Ozeanienmeister – Straßenrennen (U23)

2006
- Neuseeländischer Meister – Einzelzeitfahren (U23)
- eine Etappe Tour of Southland

2007
- Neuseeländischer Meister – Cross Country

2008
- Neuseeländischer Meister – Einzelzeitfahren (U23)

2010
- De Vlaamse Pijl

2011
- eine Etappe Kreiz Breizh Elites

## Teams
- 2010 PWS-Eijssen
- 2010 Team RadioShack (Stagiaire)
- 2011 EFC-Quick Step Cycling Team
- 2012 Champion System
- 2013 Champion System Pro Cycling Team